# Бетти, Эмилио
Эмилио Бетти (итал. Emilio Betti; 20 августа 1890, Камерино, Марке — 11 августа 1968, Камерино, Марке) — итальянский философ, юрист, теолог, исследователь римского права. Более всего известен вкладом в герменевтику, в частности, в теорию интерпретации, хотя его работы редко переводились на другие языки. Старший брат итальянского драматурга Уго Бетти.
В 21 год окончил юридический факультет Пармского университета, в 23 года — факультет гуманитарных наук там же. Затем год преподавал в средней школе, после чего получил право читать лекции в Пармском университете. В 1917 году стал профессором в Университете Камерино. В 1918—1960 годах преподавал право в различных университетах Италии (в Мачерате, Мессине, Риме, Парме, Флоренции, Милане), также в качестве приглашённого профессора читал курсы в крупнейших университетах Европы. В 1960 году формально вышел в отставку, в 1965 году стал почётным профессором и в последние годы жизни преподавал право в Папском Латеранском университете.
С 1919 года был известен своей поддержкой итальянского фашизма. Во время правления Муссолини считался авторитетным юристом и в 1942 году был одним из главных авторов Гражданского кодекса Италии. В 1944 году был арестован новыми властями в Камерино и около месяца провёл в тюрьме. В августе 1945 года был отдан под суд и отстранён от преподавания, однако в ходе судебного процесса оправдан. За свою жизнь написал более 300 работ по юриспруденции, римскому праву и герменевтике.
Открытый спор философских позиций Бэтти и Гадамера состоял в том, что Бэтти рассматривает герменевтику как методологию истолкования, а Г.-Г. Гадамер как саму философию, которая поднимает онтологические вопросы, заложенные в человеческом бытии.